# Einadia triandra
Einadia triandra là loài thực vật có hoa thuộc họ Dền. Loài này được (G.Forst.) A.J.Scott mô tả khoa học đầu tiên năm 1978.